# Nudi per la vita
Nudi per la vita è stato un docu-reality, in onda su Rai 2 dal 12 al 22  settembre 2022 per la prima edizione, e condotto da Mara Maionchi basato sul format inglese The Real Full Monty in onda su ITV.

## Il programma
Il programma ha come scopo quello di sensibilizzare, in maniera divertente, i telespettatori alle prassi di prevenzione per il tumore al seno e quello alla prostata. Per fare questo nel programma è narrata la storia della realizzazione di due importanti coreografie di ballo: Full Monty nelle prime due puntate e This is me la cui sigla del programma era l'omonima canzone di Keala Settle nelle ultime due puntate; la prima è stata realizzata da uomini, mentre la seconda è stata realizzata da donne. A cimentarsi nella realizzazione di queste due coreografie ci sono Memo Remigi, Francesco Paolantoni, Gabriele Cirilli, Gianluca Gazzoli,  Gilles Rocca, Antonio Catalani, Corinne Clery, Alessandra Mussolini, Brenda Lodigiani, Elisabetta Gregoraci, Maddalena Corvaglia e Valeria Graci.

## Edizioni
| Edizione | Anno | Conduzione    | Periodo           | Periodo           | Puntate | Studio                | Telespettatori | Share |
| Edizione | Anno | Conduzione    | Inizio            | Fine              | Puntate | Studio                | Telespettatori | Share |
| -------- | ---- | ------------- | ----------------- | ----------------- | ------- | --------------------- | -------------- | ----- |
| 1ª       | 2022 | Mara Maionchi | 12 settembre 2022 | 22 settembre 2022 | 4       | Teatro Franco Parenti | 1 158 000      | 6,45% |

## Ascolti
| Puntata | Messa in onda     | Telespettatori | Share |
| ------- | ----------------- | -------------- | ----- |
| 1       | 12 settembre 2022 | 1 362 000      | 7,93% |
| 2       | 13 settembre 2022 | 944 000        | 5,30% |
| 3       | 20 settembre 2022 | 1 113 000      | 6,10% |
| 4       | 22 settembre 2022 | 1 198 000      | 6,50% |
| Media   | Media             | 1 158 000      | 6,45% |